# 米斯季奇
49°43′49″N 23°16′4″E / 49.73028°N 23.26778°E
米斯季奇（烏克蘭語：Мистичі），是烏克蘭西部的村莊，隸屬利維夫州的亞沃里夫區。該村始建於1462年，面積0.1平方公里，海拔高度222米，2001年人口342，人口密度每平方公里3,386.14人。